# Bledius confusus
Bledius confusus är en skalbaggsart som beskrevs av Leconte 1877. Bledius confusus ingår i släktet Bledius och familjen kortvingar. Inga underarter finns listade i Catalogue of Life.